# Ludwig Kathe & Sohn

1919 angebotene offene Limousine Modell P. 155 der „Karosseriewerke Ludw. Kathe & Sohn“;
Abbildung in der Zeitschrift Echo Continental, 7. Jahrgang, Nr. 8 vom August 1919

Ludwig Kathe & Sohn war ein deutsches Fahrzeugbau-Unternehmen im halleschen Stadtteil Diemitz, das Karosserien für Personenkraftwagen und Aufbauten für Omnibusse und Lastkraftwagen herstellte.

## Geschichte
Die Unternehmensgeschichte geht zurück auf eine 1833 von Ludwig Kathe in Halle gegründete Stellmacherwerkstatt zur Herstellung von Kutschen. Ludwig Kathe nahm Anfang 1865 seinen Sohn Adolf Kathe als Teilhaber auf, seitdem lautete die Firma Ludwig Kathe & Sohn. In dritter Generation leitete später Alfred Kathe das Unternehmen, der auch als Rennfahrer auf den frühen Horch-Wagen hervortrat und mit August Horch befreundet war.
1907 bot das Unternehmen als erster deutscher Karosseriebauer eine allseits geschlossene Limousinenkarosserie an. 1911 wurde eine neue Fabrik südöstlich der Berliner Straße () in Diemitz (seit 1950 ein Stadtteil von Halle) in Betrieb genommen, im gleichen Jahr waren schon 300 Mitarbeiter beschäftigt.
In der ersten Hälfte der 1920er Jahre wurde ein Zweigwerk in Chemnitz eröffnet, was die intensive Zusammenarbeit mit der westsächsischen Automobilindustrie beweist (Audi, DKW, Horch und Wanderer – 1932 als Auto Union AG zusammengefasst). Zu dieser Zeit zählte das Unternehmen rund 600 Beschäftigte.
In den 1930er Jahren scheint sich der Schwerpunkt der Produktion hin zu Aufbauten für Omnibusse, Lastkraftwagen und Sonderfahrzeuge verlagert zu haben.
Bis 1948 existierte das Unternehmen noch unter eigenem Namen und ging dann im VEB Karosseriewerke Halle des Industrieverband Fahrzeugbau auf. In dieser Zeit entstanden im ehemaligen Kathe-Werk Karosserien für den Wartburg 311 / 312 Kombi und den Wartburg 353 Tourist.